# Бренк
Бренк (нім. Brenk) — громада в Німеччині, розташована в землі Рейнланд-Пфальц. Входить до складу району Арвайлер. Складова частина об'єднання громад Брольталь.
Площа — 3,08 км2. Населення становить 190 ос. (станом на 31 грудня 2020).